# Alt Isenhagen
Alt Isenhagen, auch Alt-Isenhagen geschrieben, ist ein Ortsteil der Gemeinde Hankensbüttel im Landkreis Gifhorn in Niedersachsen.

## Geographie und Verkehrsanbindung

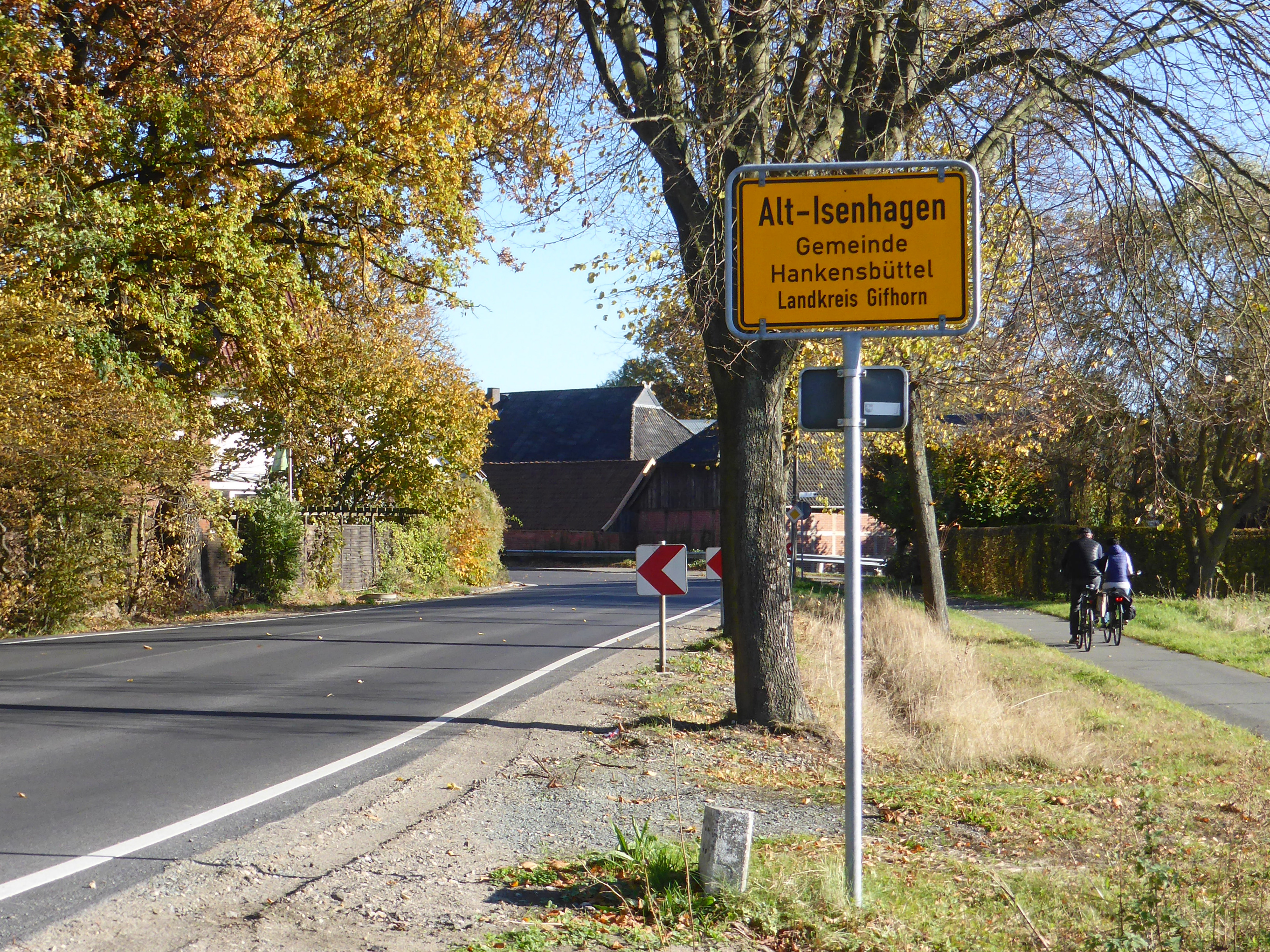
Ortseingang mit B 244

Alt Isenhagen liegt im Osten von Niedersachsen und im Norden des Landkreises Gifhorn. Am Ostrand von Alt Isenhagen fließt die Ise vorbei.
Durch Alt Isenhagen verläuft die Bundesstraße 244, dadurch ist Alt Isenhagen vom Durchgangsverkehr belastet. Die Bundesstraße verläuft im Westen über Hankensbüttel bis zur Bundesstraße 4 beim Großen Kain führt, und im Osten über Wittingen, Helmstedt und Wernigerode bis nach Elbingerode im Harz führt. Am Westrand von Alt Isenhagen führt die Kreisstraße 14 in nördlicher Richtung nach Wentorf, eine Nebenstraße in südwestlicher Richtung nach Isenhagen und Emmen. Die Straßen in Alt Isenhagen tragen keine Straßennamen, die rund 20 Wohnhäuser von Alt Isenhagen sind nummeriert. Linienbusse fahren von Alt Isenhagen bis nach Hankensbüttel und Wittingen.
Rund einen halben Kilometer südlich von Alt Isenhagen verläuft die 1904 eröffnete Bahnstrecke Celle–Wittingen, an der Alt Isenhagen einen Haltepunkt besaß. 1974 wurde der regelmäßige Personenverkehr eingestellt, seitdem wird die Strecke nur noch für den Güterverkehr sowie als Museumsbahn genutzt.
Der Elbe-Seitenkanal verläuft rund einen Kilometer östlich von Alt Isenhagen, in Höhe von Alt Isenhagen befindet sich der Hafen Wittingen.

## Geschichte

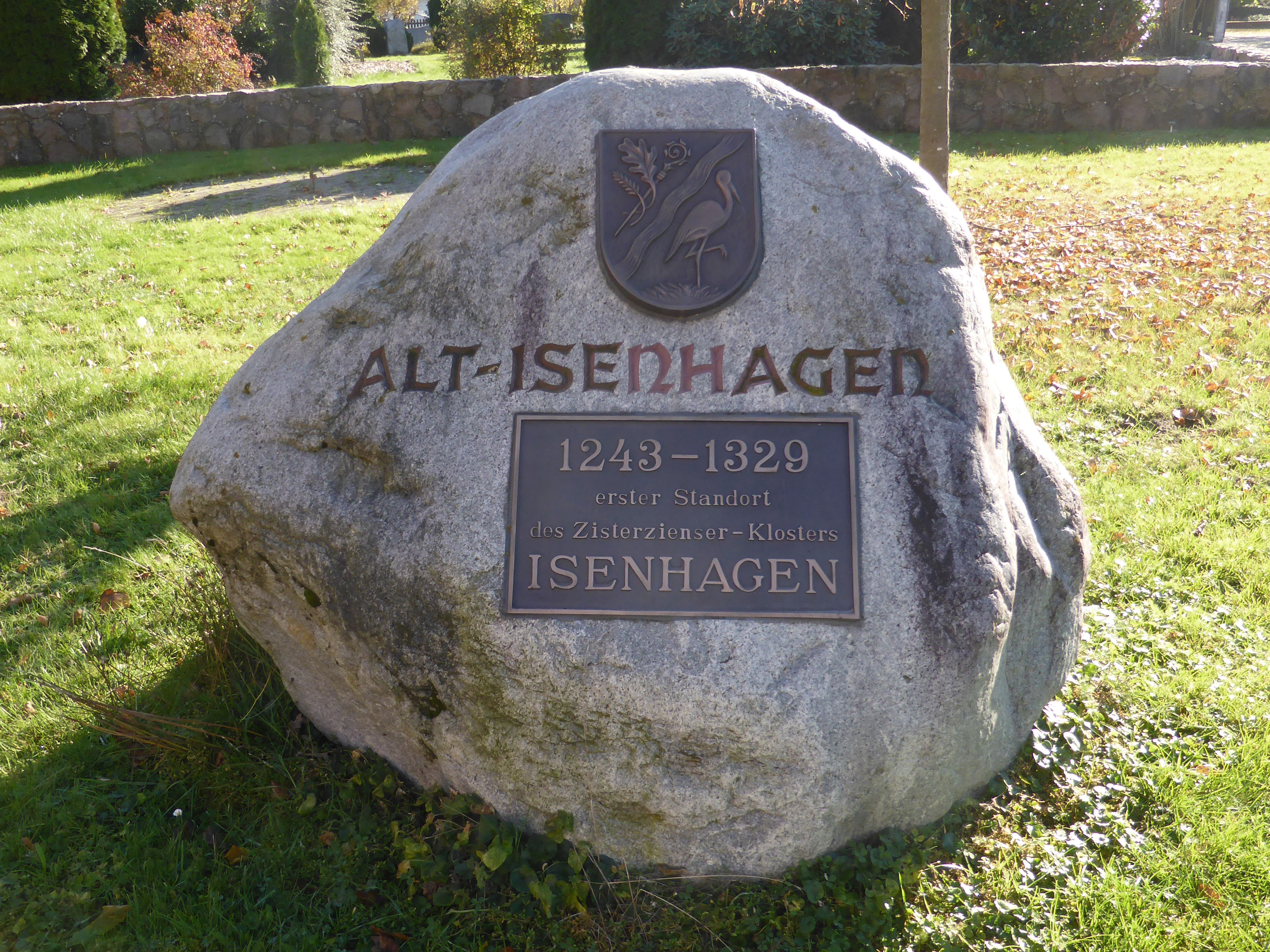
Gedenkstein

Bereits im 12. Jahrhundert war Alt Isenhagen besiedelt, wie archäologische und dendrochronologische Untersuchungen aufzeigen. Mitte des 12. Jahrhunderts bestand eine unbefestigte Siedlung mit mindestens drei Häusern, die durch Brand zerstört wurde. Von der zweiten Hälfte des 12. Jahrhunderts an bestand am Nordostrand der heutigen Ortschaft Alt Isenhagen eine Burg.
Um 1237 lebte vermutlich ein Geschlecht von Isenhagen am Ort, das dem niederen Adel angehörte. Um 1265 gehörte die Burg vermutlich den Herren von Knesebeck.
1243 gründeten Mönche des Zisterzienserordens im Bereich der heutigen Ortschaft Alt Isenhagen ein Kloster, der genaue Standort ist nicht mehr bekannt. 1259 brannte das Kloster ab, 1262 wurde es von Nonnen wieder aufgebaut. 1329 wurde das Kloster nach Hankensbüttel verlegt, nachdem sich der erste Standort als zu feucht und abgelegen erwiesen hatte.
In der Franzosenzeit gehörte Alt Isenhagen zum Departement der Aller des Königreichs Westphalen. 1885 wurde der Kreis Isenhagen gegründet, dem Alt Isenhagen angehörte. 1932 wurde der Kreis Isenhagen aufgelöst, seitdem gehört Alt Isenhagen zum Landkreis Gifhorn.
Im Zuge der Gebietsreform in Niedersachsen, die am 1. März 1974 stattfand, wurden die zuvor selbständige Gemeinde Alt Isenhagen in die Gemeinde Hankensbüttel eingegliedert.

### Einwohnerentwicklung
| Jahr      | 1910 | 1925 | 1933 | 1939 | 2008 |
| --------- | ---- | ---- | ---- | ---- | ---- |
| Einwohner | 111  | 121  | 112  | 117  | 66   |

## Infrastruktur

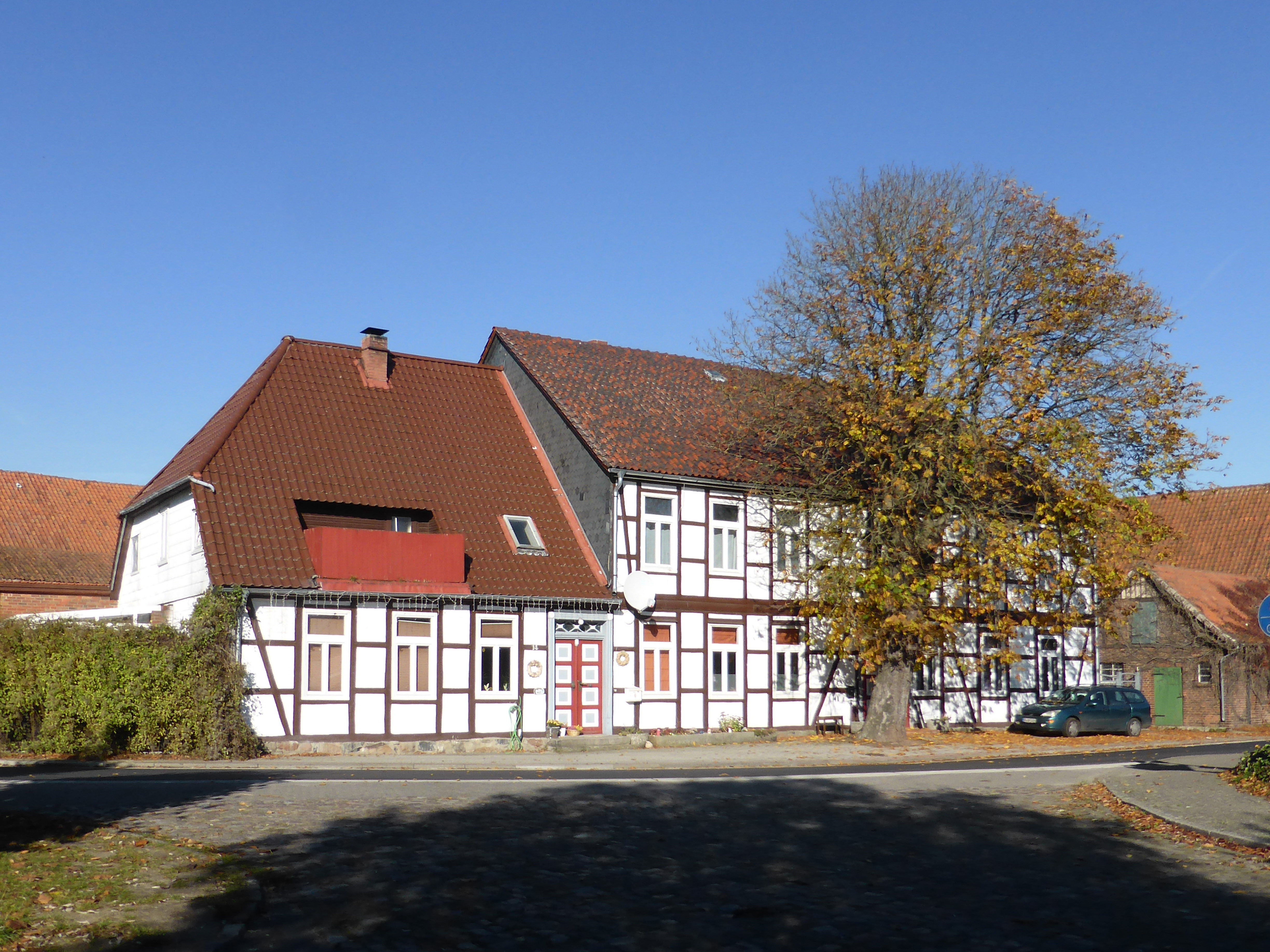
Ehemaliger Gasthof Drangmeister

Alt Isenhagen ist durch Landwirtschaft und seine historische Bausubstanz geprägt, Neubaugebiete gibt es keine.
Zur Infrastruktur von Alt Isenhagen gehören ein Postbriefkasten, eine Kapelle mit einem Glockenturm, eine Zimmerei, eine Physiotherapiepraxis und ein kommunaler Friedhof. Für Kinder steht ein Spielplatz zur Verfügung.
Ein Waldkindergarten wurde im Oktober 2018 im ehemaligen Vereinsheim eines Motorsportbootklubs am Elbe-Seitenkanal eröffnet. In der vom Deutschen Roten Kreuz getragenen Einrichtung, die sich jedoch bereits in der Gemarkung Wittingen befindet, betreuen zwei Erzieherinnen bis zu 25 Kinder.
Ein Bauernhof bietet landwirtschaftliche Direktvermarktung an, andere Einkaufsmöglichkeiten des täglichen Bedarfs bestehen in Alt Isenhagen nicht. Die einzige Gaststätte, das heute als Baudenkmal ausgewiesene Gasthaus von Heinrich Drangmeister, wurde geschlossen.
Eine Kirche ist in Alt Isenhagen nicht vorhanden. Evangelisch-lutherische Einwohner Alt Isenhagens gehören zur Kirchengemeinde Hankensbüttel mit der St.-Pankratius-Kirche in Hankensbüttel, Katholiken gehören zur St.-Marien-Kirche im rund sechs Kilometer entfernten Wittingen.